# Fernando Peres
Pour les articles homonymes, voir Peres.
Fernando Peres da Silva est un footballeur portugais né le 8 janvier 1943 à Algés (Oeiras, Portugal) et mort le 10 février 2019 à Lisbonne (Portugal). Il évoluait au poste de milieu.

## Biographie

### Joueur
Doté d'un pied gauche remarquable, Fernando Peres est un pur produit de l'école d'Os Belenenses.
Tout au long de sa carrière, il joue pour Os Belenenses, puis au Sporting Clube de Portugal, l'Académica de Coimbra et le FC Porto. Il connaît ses meilleures saisons avec les lisboètes du Sporting. Il y arrive en 1965, et y devient rapidement titulaire. Sous le commandement d'Otto Gloria, il remporte quatre titres majeurs dont deux championnats nationaux. En 1968, il ne renouvelle pas son contrat avec la direction du Sporting et part à l'Académica de Coimbra. Il n’y séjourne qu'une saison et est de retour chez les "lions" de Lisbonne. Lors de l'éviction de l'entraineur Fernando Vaz, il prend publiquement position en faveur de son entraîneur à un moment où il est à nouveau en fin de contrat. La direction, n'ayant pas apprécié, refuse tout transfert le concernant. Il reste alors une saison sans jouer et en profite pour se lancer dans une nouvelle carrière comme entraîneur du Grupo Desportivo de Peniche. Il lui est proposé de revenir au football via un contrat au Brésil. Peres part donc au Brésil, et remporte le titre national en 1974 avec le CR Vasco da Gama. Il fait un court retour dans son pays natal, au service du FC Porto où il passe plus de temps blessé que sur les terrains. Il retourne au Brésil, où il joue encore deux ans et demi, et remporte la ligue régionale avec Sport Club do Recife. Puis il termine sa carrière de joueur au Treze Futebol Clube à l'âge de 33 ans.
Au terme de sa carrière de joueur, il commence celle d'entraîneur à la Juventude de Évora.

#### Statistiques joueur
| Saison                | Club                  | Championnat           | Championnat | Championnat | Coupe(s) nationale(s) | Coupe(s) nationale(s) | Compétition(s) continentale(s) | Compétition(s) continentale(s) | Compétition(s) continentale(s) | Sélection | Sélection | Sélection | Total | Total |
| Saison                | Club                  | Division              | M.          | B.          | M.                    | B.                    | Comp.                          | M.                             | B.                             | Équipe    | M.        | B.        | M.    | B.    |
| 1960-1961             | CF Belenenses         | Primeira Divisão      | 2           | 0           | 0                     | 0                     | -                              | 0                              | 0                              | -         | 0         | 0         | 2     | 0     |
| 1961-1962             | CF Belenenses         | Primeira Divisão      | 16          | 5           | 0                     | 0                     | -                              | 0                              | 0                              | -         | 0         | 0         | 16    | 5     |
| 1962-1963             | CF Belenenses         | Primeira Divisão      | 25          | 7           | 0                     | 0                     | -                              | 0                              | 0                              | -         | 0         | 0         | 25    | 7     |
| 1963-1964             | CF Belenenses         | Primeira Divisão      | 23          | 14          | 0                     | 0                     | -                              | 0                              | 0                              | Portugal  | 1         | 1         | 24    | 15    |
| 1964-1965             | CF Belenenses         | Primeira Divisão      | 24          | 8           | 0                     | 0                     | -                              | 0                              | 0                              | -         | 0         | 0         | 24    | 8     |
| Sous-total            | Sous-total            | Sous-total            | 90          | 34          | 0                     | 0                     | -                              | -                              | -                              | -         | 1         | 1         | 91    | 35    |
| 1965-1966             | Sporting CP           | Primeira Divisão      | 26          | 11          | 11                    | 1                     | C3                             | 5                              | 2                              | Portugal  | 2         | 0         | 44    | 14    |
| 1966-1967             | Sporting CP           | Primeira Divisão      | 21          | 0           | 2                     | 0                     | C1                             | 2                              | 0                              | Portugal  | 2         | 0         | 27    | 0     |
| 1967-1968             | Sporting CP           | Primeira Divisão      | 23          | 3           | 6                     | 1                     | C3 & Intertoto                 | 8                              | 4                              | Portugal  | 1         | 0         | 38    | 8     |
| Sous-total            | Sous-total            | Sous-total            | 70          | 14          | 19                    | 2                     | -                              | 15                             | 6                              | -         | 5         | 0         | 109   | 22    |
| 1968-1969             | Académica             | Primeira Divisão      | 22          | 9           | 8                     | 4                     | C3                             | 2                              | 0                              | Portugal  | 3         | 1         | 35    | 14    |
| Sous-total            | Sous-total            | Sous-total            | 22          | 9           | 8                     | 4                     | -                              | 2                              | 0                              | -         | 3         | 1         | 35    | 14    |
| 1969-1970             | Sporting CP           | Primeira Divisão      | 25          | 9           | 8                     | 5                     | C3                             | 4                              | 1                              | Portugal  | 2         | 0         | 39    | 15    |
| 1970-1971             | Sporting CP           | Primeira Divisão      | 24          | 7           | 8                     | 10                    | C1                             | 4                              | 1                              | Portugal  | 4         | 0         | 40    | 18    |
| 1971-1972             | Sporting CP           | Primeira Divisão      | 26          | 10          | 5                     | 5                     | C2                             | 1                              | 1                              | Portugal  | 12        | 2         | 44    | 18    |
| Sous-total            | Sous-total            | Sous-total            | 75          | 26          | 21                    | 20                    | -                              | 9                              | 3                              | -         | 18        | 2         | 123   | 51    |
| 1974                  | Vasco da Gama         | Brasileirão           | 10          | 1           | 0                     | 0                     | -                              | 0                              | 0                              | -         | 0         | 0         | 10    | 1     |
| Sous-total            | Sous-total            | Sous-total            | 10          | 1           | 0                     | 0                     | -                              | 0                              | 0                              | -         | 0         | 0         | 10    | 1     |
| 1974-1975             | FC Porto              | Primeira Divisão      | 15          | 2           | 0                     | 0                     | -                              | 0                              | 0                              | -         | 0         | 0         | 15    | 2     |
| Sous-total            | Sous-total            | Sous-total            | 15          | 2           | 0                     | 0                     | -                              | 0                              | 0                              | -         | 0         | 0         | 15    | 2     |
| 1975                  | SC Recife             | Brasileirão           | 26          | 2           | 0                     | 0                     | -                              | 0                              | 0                              | -         | 0         | 0         | 26    | 2     |
| Sous-total            | Sous-total            | Sous-total            | 26          | 2           | 0                     | 0                     | -                              | 0                              | 0                              | -         | 0         | 0         | 26    | 2     |
| 1976                  | Treze FC              | Brasileirão           | 7           | 1           | 0                     | 0                     | -                              | 0                              | 0                              | -         | 0         | 0         | 7     | 1     |
| Sous-total            | Sous-total            | Sous-total            | 7           | 1           | 0                     | 0                     | -                              | 0                              | 0                              | -         | 0         | 0         | 7     | 1     |
| Total sur la carrière | Total sur la carrière | Total sur la carrière | 315         | 89          | 48                    | 26                    | -                              | 26                             | 9                              | -         | 27        | 4         | 416   | 128   |

Statistiques actualisées le 29/06/2017

#### Matchs disputés en coupes continentales
Peres, a disputé durant sa carrière professionnelle, 26 matchs et marqué 9 buts en coupes d'Europe, avec, le Sporting CP et l'Académica de Coimbra. 6 matchs disputé en Coupe des clubs champions européens, 1 en Coupe d'Europe des vainqueurs de coupe de football, 15 en Coupe des villes de foires (13 avec le Sporting CP, 2 avec l'Académica de Coimbra), et 4 en Coupe Intertoto.

#### Sélection nationale duPortugal
La carrière internationale de Peres commence en junior, il remporte en 1964 avec l'équipe nationale le Championnat d'Europe. 
Il débute en sélection nationale à l'âge de 21 ans, le 4 juin 1964 face à la sélection anglaise, lors d'un tournois au Brésil, c'est aussi lors de ce match qu'il inscrit son premier but sous le maillot de la sélection portugaise (match nul 1-1).
Au total lors de sa carrière internationale il a disputé 27 matchs, et marqué 4 buts. Bien que faisant partie de l'effectif portugais qui se classe troisième de la Coupe du monde 1966, il est cependant le seul joueur à ne disputer aucune rencontre.
Sur ses 27 sélections il en a disputé 1 sous le maillot du CF Belenenses, 4 avec celui de l'Académica de Coimbra et 22 avec celui du Sporting CP.
| Matches officiels par club de Peres en sélection du Portugal | Matches officiels par club de Peres en sélection du Portugal | Matches officiels par club de Peres en sélection du Portugal | Matches officiels par club de Peres en sélection du Portugal | Matches officiels par club de Peres en sélection du Portugal |
| Club                                                         | V.                                                           | N.                                                           | D.                                                           | Buts                                                         |
| ------------------------------------------------------------ | ------------------------------------------------------------ | ------------------------------------------------------------ | ------------------------------------------------------------ | ------------------------------------------------------------ |
| CF Belenenses (1 matchs: 3,70 %)                             | 0 (00,00 %)                                                  | 1 (100,00 %)                                                 | 0 (00,00 %)                                                  | 1 (25,00 %)                                                  |
| Académica de Coimbra (4 matchs: 14,81 %)                     | 0 (00,00 %)                                                  | 2 (50,00 %)                                                  | 2 (50,00 %)                                                  | 1 (25,00 %)                                                  |
| Sporting Portugal (22 matchs: 81,49 %)                       | 13 (59,09 %)                                                 | 5 (22,72 %)                                                  | 4 (18,19 %)                                                  | 2 (50,00 %)                                                  |
| Total                                                        | 13 (48,15 %)                                                 | 8 (29,63 %)                                                  | 6 (22,22 %)                                                  | 4                                                            |

| Matches officiels par type de rencontre de Peres en sélection du Portugal | Matches officiels par type de rencontre de Peres en sélection du Portugal | Matches officiels par type de rencontre de Peres en sélection du Portugal | Matches officiels par type de rencontre de Peres en sélection du Portugal | Matches officiels par type de rencontre de Peres en sélection du Portugal |
| Club                                                                      | V.                                                                        | N.                                                                        | D.                                                                        | Buts                                                                      |
| ------------------------------------------------------------------------- | ------------------------------------------------------------------------- | ------------------------------------------------------------------------- | ------------------------------------------------------------------------- | ------------------------------------------------------------------------- |
| Tournois (9 matchs : 33,33 %)                                             | 6 (66,67 %)                                                               | 2 (22,22 %)                                                               | 1 (11,11 %)                                                               | 2 (50,00 %)                                                               |
| Matchs Amicaux (6 matchs : 22,22 %)                                       | 2 (33,33 %)                                                               | 2 (33,33 %)                                                               | 2 (33,33 %)                                                               | 0 (00,00 %)                                                               |
| Qualifications Euro (7 matchs : 25,93 %)                                  | 3 (42,86 %)                                                               | 2 (28,57 %)                                                               | 2 (28,57 %)                                                               | 1 (25,00 %)                                                               |
| Qualifications Coupe du monde (5 matchs : 18,52 %)                        | 2 (40,00 %)                                                               | 2 (40,00 %)                                                               | 1 (20,00 %)                                                               | 1 (25,00 %)                                                               |
| Total                                                                     | 13 (48,15 %)                                                              | 8 (29,63 %)                                                               | 6 (22,22 %)                                                               | 4                                                                         |

### Entraîneur
- 1978-1980 :  UD Leiria
- 1980-1981 :  Vitória Guimarães
- 1980-1981 :  AD Sanjoanense
- 1981-1982 :  GD Estoril-Praia
- 1987-1988 :  Atlético Portugal

## Palmarès

### En tant que joueur

#### Avec leSporting CP(3)
- Vainqueur du Champion du Portugal en 1966 et en 1970
- Vainqueur de la Coupe du Portugal en 1971

#### Avec leCR Vasco de Gama(1)
- Vainqueur du Champion du Brésil en 1974

### Honneurs
- Vice-champion du Championnat du Portugal de football 1967-1968, et Championnat du Portugal de football 1970-1971, avec le Sporting CP en tant que joueur.
- Vice-champion du Championnat du Portugal de football 1974-1975, avec le FC Porto en tant que joueur.
- Finaliste de la Coupe du Portugal 1969, avec l'Académica de Coimbra en tant que joueur.
- Finaliste de la Coupe du Portugal 1970 et 1972, avec le Sporting CP en tant que joueur.
- Troisième de la Coupe du monde en 1966 en tant qu'international portugais.
- Finaliste de la Coupe de l'Indépendance du Brésil en 1972 en tant qu'international portugais.